# 国立ソフィア・キーウ保護区
国立ソフィア・キーウ保護区（こくりつソフィアキーウほごく、ウクライナ語: Національний заповідник «Софія Київська»）は、ウクライナのキーウおよびスダクにある歴史・建築保護区で、聖ソフィア大聖堂を中心とする貴重な文化遺産の維持と保全を担当する国立機関である。1934年に設立され、1994年に国立の地位を付与された。保護区は世界的に重要なランドマークを管理し、ユネスコ世界遺産に登録された聖ソフィア大聖堂とその周辺の建築群を含む。

## 保護区の構成
国立ソフィア・キーウ保護区は、約60の建築・歴史的ランドマークを管理し、以下の5つの博物館で構成される：
- ソフィア博物館：聖ソフィア大聖堂（11世紀）とその敷地内の18世紀の修道院建築群。
- キリル教会博物館：聖キリル修道院（12世紀）。
- アンドリー教会博物館：聖アンドリーイ教会（18世紀）。
- 黄金の門博物館：黄金の門（11世紀）。
- スダク要塞博物館：スダク要塞（6世紀–15世紀、クリミア）。

### キーウ
- 聖ソフィア大聖堂複合施設：保護区の中核で、11世紀の聖堂と18世紀の修道院建築群。
- 黄金の門：11世紀の要塞門、1983年より保護区に含まれる。
- 聖キリル修道院：12世紀に創設、1929年に保護区化、1965年にソフィア・キーウに移管。
- 聖アンドリーイ教会：18世紀のバロック建築、1935年の全ウクライナ歴史遺跡の一部として指定、1939年および1968年に移管。

### クリミア
- スダク要塞：1371年–1460年に建設、1958年に保護区に含まれる。

## 歴史
1934年、ウクライナ・ソビエト社会主義共和国政府の命令により、聖ソフィア大聖堂とその鐘楼を基盤とする「ソフィア博物館」が設立された。 これは、1930年代初頭のソビエト全土の反宗教キャンペーンによる聖堂の破壊を防ぐための措置だった。保護区は、1930年に解散したウクライナ独立正教会の大聖堂に代わって設立され、1935年5月に一般公開された。
設立直後から、研究活動や修復作業が本格化し、科学的資料の収集やガイドツアーも開始された。1950年代には、聖ソフィア大聖堂の11世紀の壁画アンサンブルの修復がほぼ完了。1970年代には、18世紀の修道院建築の建築・考古学的調査が実施された。
1987年、保護区は歴史的ランドマークの保全が評価され、ハンブルク財団の国際審査委員会から欧州金メダルを授与された。1990年、聖ソフィア大聖堂と18世紀の修道院建築群がユネスコ世界遺産に登録。1994年、保護区は「国立ソフィア・キーウ保護区」として国立の地位を付与された。
2011年、ユネスコ総会第35回セッション（2009年）の決定に基づき、聖ソフィアの創建1000周年が国際的に記念された。保護区は何度も再編され、キーウの黄金の門、聖キリル修道院、聖アンドリーイ教会、クリミアのスダク要塞が追加された。
2014年10月18日、1960年代に建設された保護区の5メートルのレンガフェンスの一部が崩落した。

## 保護区の問題点

### 宗派との関係
2002年のウクライナ大統領令「ソビエト連邦の総括的宗教政策の克服と教会・宗教団体の権利回復に関する緊急措置」により、複数のキリスト教宗派が保護区のランドマークの恒久的使用権を求めるようになった。聖キリル修道院と聖アンドリーイ教会の宗派との共同使用は、蝋燭の煤や湿気の上昇により古代壁画の汚染を引き起こし、絵画の状態に悪影響を与えた。保護区の管理者は、ランドマークの独自性を考慮し、博物館としての地位を維持する方針を表明している。

### 聖ソフィア大聖堂の保護ゾーンでの建設
聖ソフィア大聖堂の保全に対する最大の脅威は、上町周辺での新たな建設活動である。これらの建設は、ランドマークの物理的条件や歴史的都市環境への影響を十分に調査せずに行われている。聖ソフィアの建築アンサンブルは上町の構成的・内容的中心だが、近年、銀行、ホテル、住宅の高層ビルが建設され、既存の建物に増築が行われた。これにより、建築環境が損なわれている。
2005年、「聖ソフィア大聖堂建築アンサンブルの保護ゾーンとその規制」が策定・承認された。保護区本体の面積は5.02ヘクタール、緩衝地帯は111.81ヘクタールで、歴史的計画、建築の規模、様式、空間構造、街路、起伏、緑地が保全されるべきとされた。 2017年3月23日、ウクライナ文化・戦略コミュニケーション省は緩衝地帯の拡張を決定し、面積を147.55ヘクタール、保護ゾーンを6,784.81平方メートルに拡大。建設可能な高さも規定された。
しかし、周辺での建設継続により地下水位が上昇し、大聖堂の沈下や破壊のリスクが高まっている。修道院の壁のすぐ外には駐車場やフィットネスセンターが建設され、水位上昇を招いた。 保護ゾーン内では、例えばオレシア・ホンチャラ通り17-23番地に9階建ての住宅団地が建設中である。2013年7月17日、ウクライナ最高経済裁判所はホンチャラ通りの建設を合法と認め、保護区の保全努力に課題を残した。

## 歴代管理者
1. イヴァン・スクレンコ（1934年–1937年）：初代管理者
2. オレクサ・ポフステンコ（1941年–1943年）
3. ヘオルヒー・ホヴデンコ（1944年–1949年）
4. ミコラ・クレサリヌィ（1949年–1966年）
5. ヴァレンティナ・アチカソヴァ（1967年–2000年）
6. ネリャ・クコヴァリスカ（2000年–2012年）
7. オレナ・セルジュク（2012年–2015年）
8. ネリャ・クコヴァリスカ（2015年–現在）

## ギャラリー

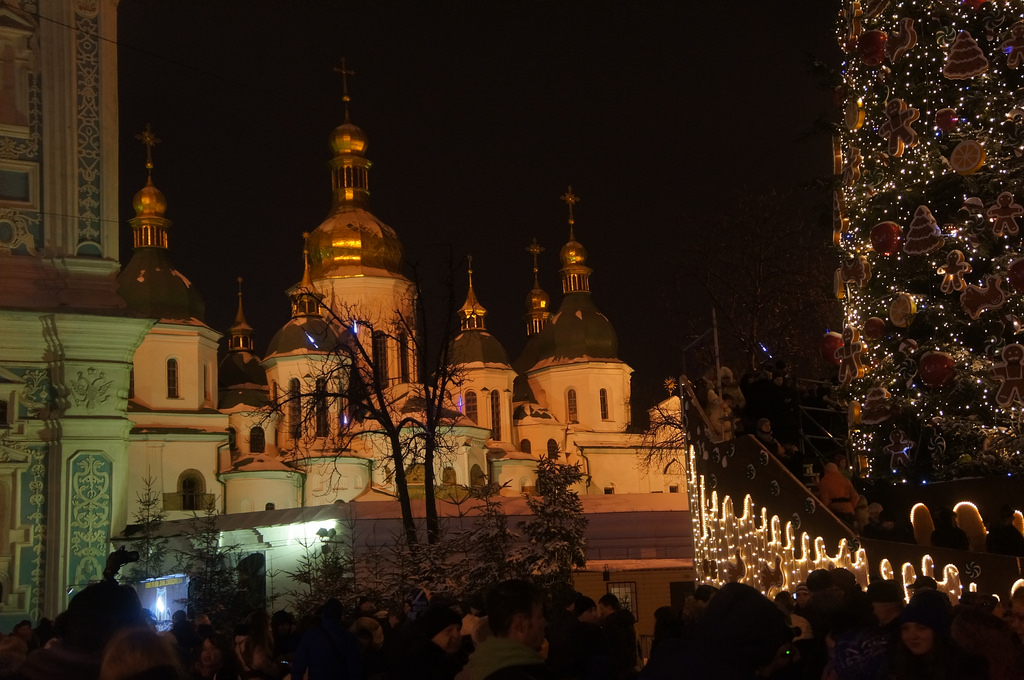
聖ソフィア大聖堂
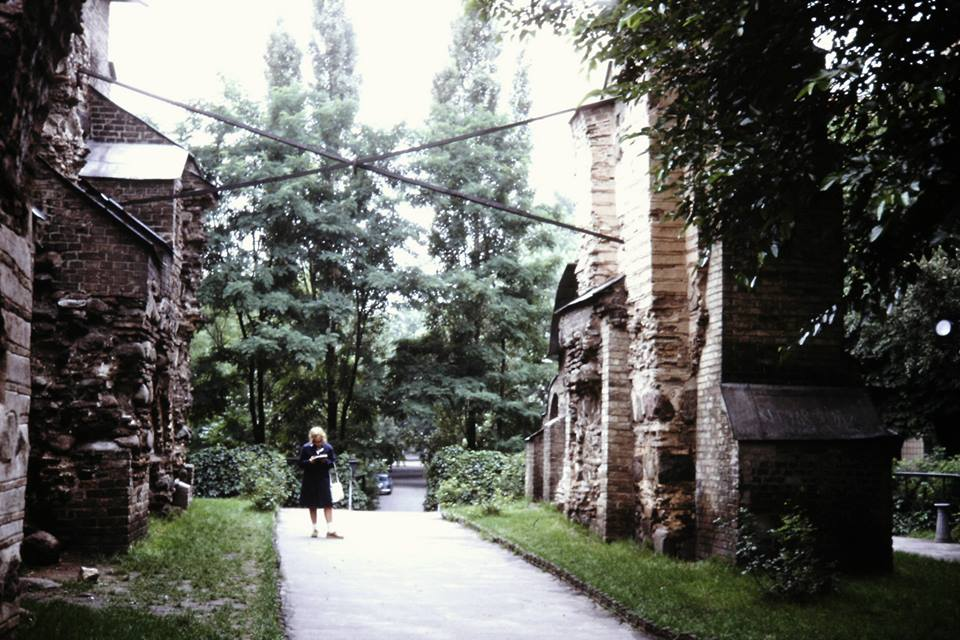
黄金の門